# センター北駅
センター北駅（センターきたえき）は、神奈川県横浜市都筑区中川中央一丁目にある、横浜市交通局（横浜市営地下鉄）の駅。ブルーラインとグリーンラインの2路線が乗り入れる。駅番号はブルーラインがB30、グリーンラインがG05。副駅名はモザイクモール港北前。港北ニュータウンの北部に位置する。
当駅周辺地区（港北NTセンター）は、横浜市における主要な生活拠点（旧:副都心）に指定されている。
グリーンラインに設定されているステーションカラーは、観覧車など市民の人気スポットがあることからかわいらしさをイメージしてピンク（ベビーピンク）   。

## 概要
港北ニュータウン第1地区の核となるタウンセンターの中心に位置し、周辺は商業地域で横浜市歴史博物館もあることから、歴史遺産を生かした文化的かつ近代的な街づくりが推進されている。駅の西側には地下駐車場を持つ駅前広場が設置されている。当駅は高低差13mの2つの地区を機能的に結ぶ通路を取り込み、改札口はアッパータウンと同じ高さの3階に設置され、グリーンラインとは改札内で乗り換えが可能な構造になっている。また2階にプラットフォームが、1階に自由通路が設置されている。 将来の増築を想定し、6階建てにできるように設計されている。
駅のデザインは、「駅は、街の顔であり、玄関であり、ロビーである」という考えに基づき、自然に入っていける吹き抜け空間を持った門構えによるゲート性、人々が交歓しあえる居心地のいい内部スペースを持った内部空間によるロビーとしての役割が表現されている。また改札内コンコースの天井に採光と換気を兼ねた円形のトップライトを2カ所設け、センター南駅の三角形のトップライトと対比させるとともに、コンコース・プラットフォームの外壁に連続したガラス窓を多用して、自然の光を取り入れた明るい駅舎として作られた。また、『BG〜身辺警護人〜』などテレビドラマのロケ地としてもよく使用されている。

## 歴史
- 1993年（平成5年）3月18日 - 横浜市営地下鉄3号線新横浜 - あざみ野間開通に伴い、開業[2]。
- 1998年（平成10年） - 関東の駅百選に選定される。選定理由は「地下1、2階を吹き抜けにしガラス製の天窓から自然光を取り入れたショッピングモールのある駅」。
- 2007年（平成19年）4月14日 - ホームドア使用開始。
- 2008年（平成20年）
  - 3月15日 - グリーンライン（4号線）開業に先立ち、3号線の番線表示を変更。
  - 3月30日 - グリーンラインの駅が開業。3号線のブルーラインの呼称開始。
- 2012年（平成24年）4月10日 - docomo Wi-Fiによる、公衆無線LANサービス開始。
- 2015年（平成27年）7月18日 - ブルーラインのダイヤ改正により運転を開始した快速の停車駅に設定される（新羽駅からあざみ野方面は各駅に停車）。

### 駅名の由来
港北ニュータウンのタウンセンター地区（「中央地区」とは異なる）の第1地区側（北側）に立地することに由来する。

## 駅構造
地形の都合で、駅北側はトンネル内、駅南側は高架となっている。ホームは2階、改札口は3階にある。それぞれの路線で島式1面2線のホームを持つ。
駅長所在駅。センター北管区駅として当駅 - 中山間を管理している。
ブルーラインは、1993年（平成5年）の駅開業から2004年（平成16年）10月のダイヤ改正まで、土曜・休日ダイヤにおいて最終1本のみ新横浜方面からの当駅止まりの列車が存在していた。ブルーライン・グリーンラインとも、センター南寄りに留置線が設けられており、グリーンラインは平日のみ朝6時台に当駅始発日吉行きが1本設定されている。

### のりば
| 番線 | 路線           | 行先         |
| ---- | -------------- | ------------ |
| 1    | グリーンライン | 中山方面     |
| 2    | グリーンライン | 日吉方面     |
| 3    | ブルーライン   | 湘南台方面   |
| 4    | ブルーライン   | あざみ野方面 |

- 上表の路線名は旅客案内上の名称（愛称）で記載している。
- 当駅 - センター南駅間はブルーラインとグリーンラインが並走する区間であるが、線路別複々線のため、両路線のホームは独立している。  このため、当駅と同様、センター南駅でブルーラインとグリーンラインを相互に乗り換える場合も階段やエスカレーターを上り下りしてホームを移動する必要がある。

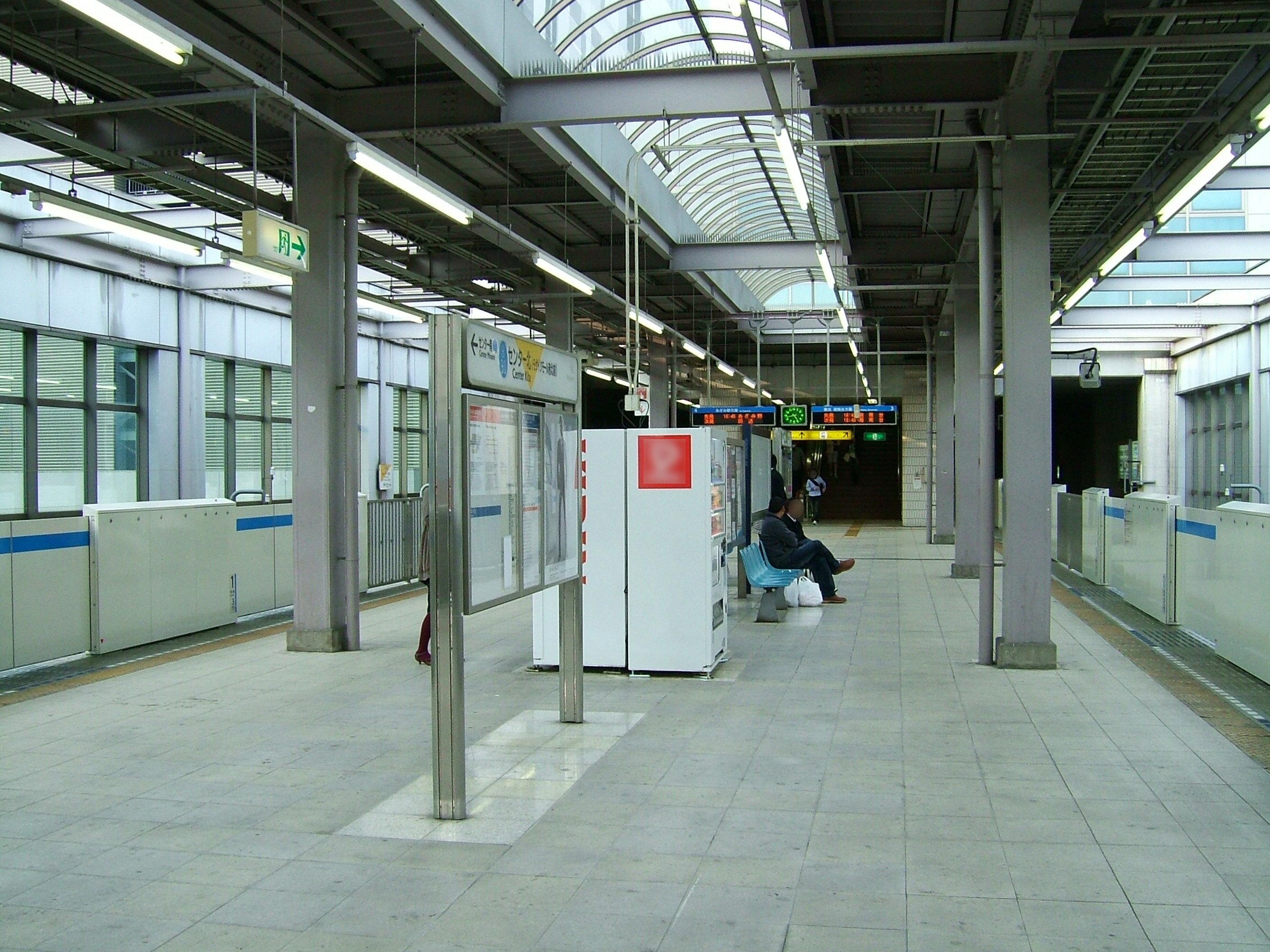
ホーム（ブルーライン、2008年3月）
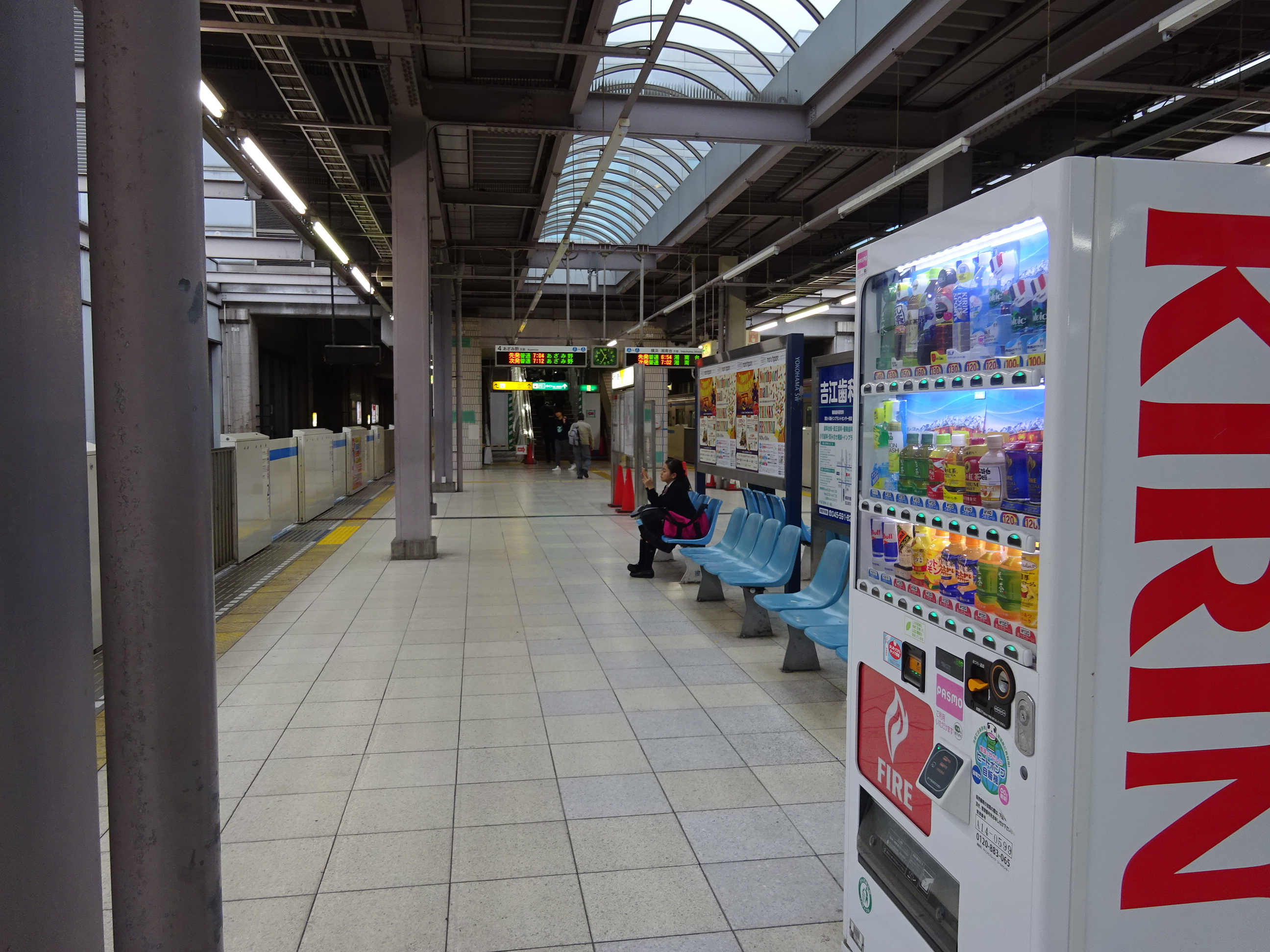
ホーム（ブルーライン、2016年10月）
階段に設置されている壁画。アンゴラ共和国より寄贈。 作者：Matondo Alberto, Don SebCassule, Lòzè, N'tangu（2008年5月）
1番出入口付近に設置されている壁画。アンゴラ共和国より寄贈。 作者：Matondo Alberto, Don SebCassule, Lòzè, N'tangu（2008年5月）
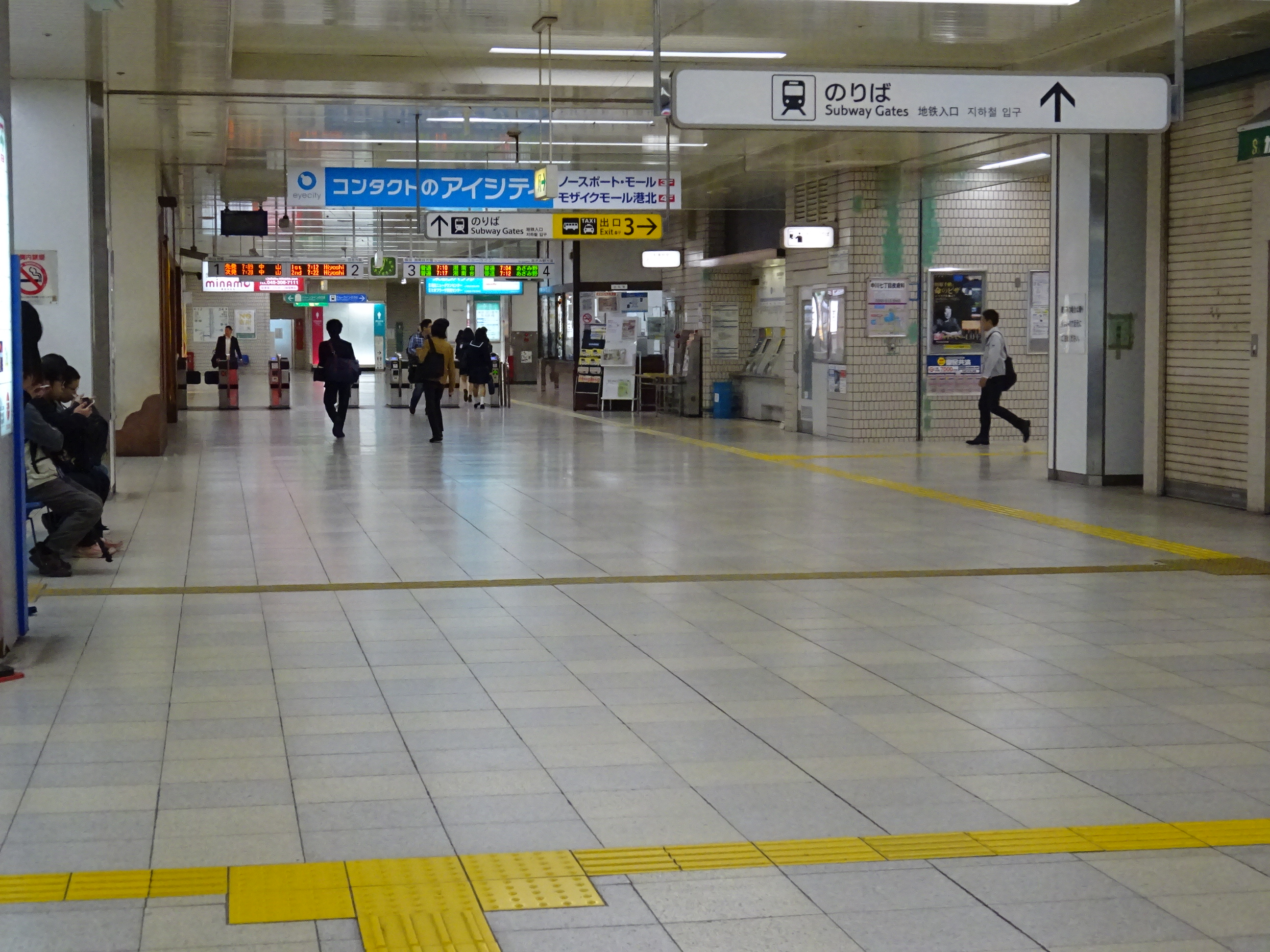
改札口（2016年10月）

### 駅構内施設
- デイリーヤマザキ（改札内）
- ケンタッキーフライドチキン（両側）
- IT’S DEMO（改札外）
- セブンイレブン（グリーンライン高架下）
- ペットエコ（ブルーライン高架下）
- セブンイレブン（グリーンライン高架下）

上記店舗は併設するショッピングタウンあいたいの店舗一覧からは除外されている。

## 利用状況
各線の2023年度の1日平均乗降人員は以下の通りである。
- ブルーライン：39,911人（乗車人員：19,160人、降車人員：20,751人）
グリーンラインが開業すると、ブルーラインを利用してあざみ野経由で東京都内へ向かっていた乗客の一部がグリーンラインに移乗してきたため、2008年度の乗車人員は大きく減少したが、翌2009年度からは再び増加傾向にある。
- グリーンライン：35,291人（乗車人員：17,569人、降車人員：17,722人）

### 年度別1日平均乗降人員
近年の1日平均乗降人員推移は下記の通り。
| 年度               | ブルーライン     | ブルーライン | グリーンライン   | グリーンライン | 合計             | 合計   |
| 年度               | 1日平均 乗降人員 | 増加率       | 1日平均 乗降人員 | 増加率         | 1日平均 乗降人員 | 増加率 |
| ------------------ | ---------------- | ------------ | ---------------- | -------------- | ---------------- | ------ |
| 1999年（平成11年） | 17,398           |              | 未開業           | 未開業         | 17,398           |        |
| 2000年（平成12年） | 24,377           | 40.1%        | 未開業           | 未開業         | 24,377           | 40.1%  |
| 2001年（平成13年） | 24,345           | −0.1%        | 未開業           | 未開業         | 24,345           | −0.1%  |
| 2002年（平成14年） | 24,772           | 1.8%         | 未開業           | 未開業         | 24,772           | 1.8%   |
| 2003年（平成15年） | 25,723           | 3.8%         | 未開業           | 未開業         | 25,723           | 3.8%   |
| 2004年（平成16年） | 26,876           | 4.5%         | 未開業           | 未開業         | 26,876           | 4.5%   |
| 2005年（平成17年） | 28,369           | 5.6%         | 未開業           | 未開業         | 28,369           | 5.6%   |
| 2006年（平成18年） | 30,630           | 8.0%         | 未開業           | 未開業         | 30,630           | 8.0%   |
| 2007年（平成19年） | 38,346           | 25.2%        | 34,573           | [ 備考 1 ]     | [ 要出典 ]       |        |
| 2008年（平成20年） | 31,007           | −19.1%       | 11,082           |                | 42,089           |        |
| 2009年（平成21年） | 36,798           | 18.7%        | 25,847           | 133.2%         | 62,645           | 48.8%  |
| 2010年（平成22年） | 36,686           | −0.3%        | 28,515           | 10.3%          | 65,201           | 4.1%   |
| 2011年（平成23年） | 36,793           | 0.3%         | 29,726           | 4.2%           | 66,519           | 2.0%   |
| 2012年（平成24年） | 38,371           | 4.3%         | 32,102           | 8.0%           | 70,473           | 5.9%   |
| 2013年（平成25年） | 41,400           | 7.9%         | 35,607           | 10.9%          | 77,007           | 9.3%   |
| 2014年（平成26年） | 40,788           | −1.5%        | 36,122           | 1.4%           | 76,910           | −0.1%  |
| 2015年（平成27年） | 40,834           | 0.1%         | 37,252           | 3.1%           | 78,086           | 1.5%   |
| 2016年（平成28年） | 43,755           | 7.2%         | 39,797           | 6.8%           | 83,552           | 7.0%   |
| 2017年（平成29年） | 43,812           | 0.1%         | 40,162           | 0.9%           | 83,974           | 0.5%   |
| 2018年（平成30年） | 45,051           | 2.8%         | 41,882           | 4.3%           | 86,933           | 3.5%   |
| 2019年（令和元年） | 44,592           | −1.0%        | 41,637           | −0.6%          | 86,229           | −0.8%  |
| 2020年（令和02年） | 32,305           | −27.6%       | 29,626           | −28.8%         | 61,931           | −28.2% |
| 2021年（令和03年） | 35,759           | 10.7%        | 32,761           | 10.6%          | 68,520           | 10.6%  |
| 2022年（令和04年） | 38,925           | 8.9%         | 35,501           | 8.4%           | 74,426           | 8.6%   |
| 2023年（令和05年） | 39,911           | 2.5%         | 35,291           | −0.6%          | 75,202           | 1.0%   |

### 年度別1日平均乗車人員（1992年 - 2000年）
近年の1日平均乗車人員推移は下記の通り。
| 年度               | ブルーライン | 出典               |
| ------------------ | ------------ | ------------------ |
| 1992年（平成04年） | 1,230        |                    |
| 1993年（平成05年） | 1,281        |                    |
| 1994年（平成06年） | 2,134        |                    |
| 1995年（平成07年） | 3,260        | [ 統計 2 ]         |
| 1996年（平成08年） | 4,283        |                    |
| 1997年（平成09年） | 5,800        |                    |
| 1998年（平成10年） | 7,587        | [ 神奈川県統計 1 ] |
| 1999年（平成11年） | 9,045        | [ 神奈川県統計 2 ] |
| 2000年（平成12年） | 12,286       | [ 神奈川県統計 2 ] |

### 年度別1日平均乗車人員（2001年以降）
| 年度               | ブルーライン | グリーンライン | 出典                |
| ------------------ | ------------ | -------------- | ------------------- |
| 2001年（平成13年） | 12,390       | 未開業         | [ 神奈川県統計 3 ]  |
| 2002年（平成14年） | 12,866       | 未開業         | [ 神奈川県統計 4 ]  |
| 2003年（平成15年） | 13,241       | 未開業         | [ 神奈川県統計 5 ]  |
| 2004年（平成16年） | 13,854       | 未開業         | [ 神奈川県統計 6 ]  |
| 2005年（平成17年） | 14,634       | 未開業         | [ 神奈川県統計 7 ]  |
| 2006年（平成18年） | 15,779       | 未開業         | [ 神奈川県統計 8 ]  |
| 2007年（平成19年） | 19,111       | 17,141         | [ 神奈川県統計 9 ]  |
| 2008年（平成20年） | 15,332       | 5,486          | [ 神奈川県統計 10 ] |
| 2009年（平成21年） | 17,677       | 12,783         | [ 神奈川県統計 11 ] |
| 2010年（平成22年） | 17,556       | 14,136         | [ 神奈川県統計 12 ] |
| 2011年（平成23年） | 17,593       | 14,755         | [ 神奈川県統計 13 ] |
| 2012年（平成24年） | 18,331       | 15,946         | [ 神奈川県統計 14 ] |
| 2013年（平成25年） | 19,798       | 17,706         | [ 神奈川県統計 15 ] |
| 2014年（平成26年） | 19,470       | 17,955         | [ 神奈川県統計 16 ] |
| 2015年（平成27年） | 19,445       | 18,513         | [ 神奈川県統計 17 ] |
| 2016年（平成28年） | 20,879       | 19,806         | [ 神奈川県統計 18 ] |
| 2017年（平成29年） | 20,883       | 19,985         | [ 神奈川県統計 19 ] |
| 2018年（平成30年） | 21,430       | 20,853         | [ 神奈川県統計 20 ] |
| 2019年（令和元年） | 21,272       | 20,754         | [ 神奈川県統計 21 ] |
| 2020年（令和02年） | 15,574       | 14,756         |                     |
| 2021年（令和03年） | 17,155       | 16,330         |                     |
| 2022年（令和04年） | 18,594       | 17,694         |                     |
| 2023年（令和05年） | 19,160       | 17,569         |                     |

備考
1. 1 2  2008年3月30日開業で2日間のデータ
2. ↑  1993年3月18日開業で14日間のデータ

## 駅周辺
- ショッピングタウンあいたい（駅ビル）
- 横浜センター北駅前郵便局
- JA横浜都筑中川支店[16]
- ノースポート・モール
- YOTSUBAKO
- モザイクモール港北（都筑阪急）[注 2]
  - そうてつローゼン モザイク港北店
- 港北みなも
- ルララこうほく
- ブックオフスーパーバザール
- 大塚・歳勝土遺跡 - 横浜市歴史博物館を併設。
- 吾妻山公園
- サレジオ学院中学校・高等学校（最寄り駅は北山田）
- 中央大学附属横浜中学校・高等学校
- 横浜国際プール（同上）
- みなきたウォーク
- 都筑区民文化センター「ボッシュ ホール」
- 横浜市北部夜間急病センター[17]
- テュフ（英語版） ラインランド ジャパン テクノロジーセンター TUV Rheinland Japan
- オーケー 港北中央店

## バス路線
当駅は、一般路線は東急バスが、羽田空港行き直行便には東急バスと京浜急行バス、高速バスの御殿場プレミアム・アウトレット、河口湖駅行きには東急トランセとフジエクスプレス、三井アウトレットパーク木更津行きには小湊鉄道が乗り入れる。
鷺04は、フレルさぎ沼に買物に行く人が多い。
| 乗場 | 系統      | 主要経由地                                                       | 行先                                 | 運行事業者                |
| ---- | --------- | ---------------------------------------------------------------- | ------------------------------------ | ------------------------- |
| 1番  | 南31 鷺04 | 区役所通り中央                                                   | センター南駅                         | 東急バス                  |
| 2番  | 鷺03 鷺04 | 長徳寺前・すみれが丘・中有馬                                     | 鷺沼駅                               | 東急バス                  |
| 3番  | 北31 南31 | 国際プール正門前                                                 | 東山田営業所                         | 東急バス                  |
| 4番  | た91      | サレジオ学院・北山田駅・研究所前                                 | たまプラーザ駅                       | 東急バス                  |
| 5番  | 直行      |                                                                  | 羽田空港                             | 東急バス 京浜急行バス     |
| 5番  | 高速バス  | 御殿場プレミアム・アウトレット (未経由便あり) ・富士急ハイランド | 河口湖駅 富士山五合目 は夏季のみ運行 | 東急バス フジエクスプレス |
| 5番  | 高速バス  | スノータウンYeti                                                 | ぐりんぱ ※冬季のみ運行               | 東急バス フジエクスプレス |
| 5番  | 高速バス  | アクアライン                                                     | 三井アウトレットパーク 木更津        | 小湊鉄道                  |

## 隣の駅
横浜市営地下鉄
 ブルーライン（3号線）
■快速・■普通
センター南駅 (B29) - センター北駅 (B30) - 中川駅 (B31)
 グリーンライン（4号線）
センター南駅 (G04) - センター北駅 (G05) - 北山田駅 (G06)